# Snaresbrook
Pour la station de métro, voir Snaresbrook (métro de Londres).
Snaresbrook est un quartier du nord-est de Londres. Il fait partie de la circonscription électorale de Leyton et Wanstead et du comté traditionnel d’Essex.
Son nom provient  de Sayers brook un affluent  de la rivière Roding qui coule au travers de Wanstead vers l’est.
Snaresbrook est bordé par South Woodford au nord, la forêt d'Epping, les hauts de Leytonstone et Walthamstow à l’ouest, Leytonstone au sud et Wanstead à l’est.